# 연순

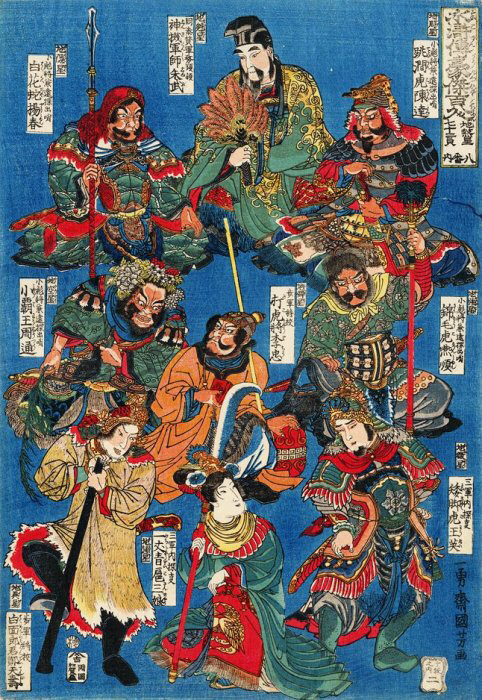

연순(燕順)은 중국의 사대기서(四大奇書) 중 하나인 《수호전》(水滸傳)에 등장하는 인물로, 108성 중 50위이자 지살성(地煞星)의 지강성(地強星)에 해당한다. 붉은 색 머리카락에 갈색 수염, 둥근 눈에 튼튼한 허리 등 당당한 외관을 하고 있어 '비단과 같은 털을 가진 호랑이'라는 의미의 금모호(錦毛虎)라는 별호로 불린다. 박도(朴刀)의 명수로, 동료들과의 두터운 의협심을 지녔다.

## 생애
산동(山東) 내주(萊州) 출신으로 본래 가축의 거간꾼으로 생계를 유지하고 있었으나, 가혹한 세금 징수로 인해 생활고를 겪게 되자 청풍산(淸風山)으로 도망가 산적 노릇을 하였다. 이후 왕영(王英), 정천수(鄭天壽)를 받아들여 수백여명의 부하를 거느리는 수준까지 세력을 확대했다. 어느 날 부하들이 우연히 지나가던 송강(宋江)을 붙잡아오자 연순은 붙잡힌 사람이 송강이라는 사실을 모른 채 짐을 빼앗은 뒤 살가죽을 벗겨 죽이려 했지만, 짐에서 조개(晁蓋)가 송강에게 보내는 편지를 읽고는 송강이라는 사실을 알게 되었다. 이후 송강을 묶고 있던 오랏줄을 풀고 부하들과 함께 송강 앞에 옆드려 용서를 구했으며, 연순은 송강을 두령으로 삼으려 했다. 하지만 송강은 이를 거부하고 청풍채(淸風寨)의 장관(長官)인 화영(花榮)을 만나러 가기를 원했으며, 이에 연순은 송강에게 주연을 베푸는 등 며칠 동안 정중하게 대접하였다. 며칠 뒤 왕영이 청풍채의 다른 장관인 유고(劉高)의 부인과 하녀를 잡아와 희롱하려 했지만, 송강은 풀어주기를 원했다. 또한 연순과 정천수 또한 이에 동조하면서 결국 왕영은 마지못해 두 사람을 풀어주었고, 이후 연순은 청풍채로 떠나는 송강을 배웅했다.
이후 유고의 아내가 유고에게 송강이 산적이라고 해 송강이 유고에게 붙잡혔으며, 유고는 송강 편을 들어준 화영 또한 병마도감(兵馬都監)인 황신(黃信)을 시켜 붙잡아 두 사람을 청주(靑州)로 연행하려 하였다. 그 뒤 황신이 이끄는 호송대가 청풍산을 지나가게 되자 연순은 왕영, 정천수와 함께 호송대를 공격했으며, 황신을 물리치고 송강과 화영을 구출하한 뒤 송강을 두령으로 삼았다. 이후 군정장관(軍政長官)인 진명(秦明)이 관군을 이끌고 공격해오자 지형을 이용해 이를 물리쳤으며, 송강 일행은 진명을 붙잡아 자신들의 동료로 삼으려고 하였지만 진명이 군인으로서의 자존심을 갖고 이를 거부하자 풀어주었다. 하지만 청주의 태수(太守)인 모용언달(慕容彦達)이 진명의 가족들을 살해하고 진명을 죽이려 하자, 진명은 다시 청풍산으로 돌아와 산적의 일원이 되었다. 이후 진명의 설득으로 황신 또한 청풍산 산적의 일원이 되었고, 송강 일행은 화영의 가족들을 구출하고자 청풍채를 습격하였다. 이 때 왕영이 유고의 아내를 다시 붙잡아 희롱하려고 하자, 연순은 유고의 아내가 행한 악행을 들어 유고의 아내를 살해하였다. 그 뒤 동경(東京)에서 토벌대가 올 것을 우려해 송강은 청풍산의 산적들을 이끌고 양산박(梁山泊)으로 향했으며, 도중에 개인적인 사정으로 송강이 제외된 채 나머지 일행들은 양산박의 일원이 되었다.
이후 송강이 관에 자수해 강주(江州)로 유배된 뒤 처형될 위기에 처하자, 연순은 다른 양산박 산적들과 함께 유배지로 가 송강을 구출했다. 그 뒤에는 요새를 지키는 등의 역할을 수행했으며, 청주 공격시부터 본격적으로 전장에 참가하였다. 그 뒤 증두시(曾頭市)에서의 전투 당시에 호연작(呼延灼)과 함께 독화살을 맞은 조개를 아군 진영까지 호위하는 활약을 펼쳤으며, 이후 진명, 손립(孫立), 색초(索超) 등의 부장으로서 활약하였다.
108성 집결 이후에는 기병군(騎兵軍) 소표장(小彪將) 중 한 명으로 임명되었으며, 관군과의 계속된 전투에서 좋은 활약을 보였다. 그 뒤 방랍(方臘)의 난을 진압하는 과정에서 마린(馬麟)이 석보(石寶)에 의해 사망하자, 원수를 갚고자 석보에게 달려들었으나 석보가 던진 유성추(流星鎚)를 맞고 사망했다.